# Reloj de cuarzo automático

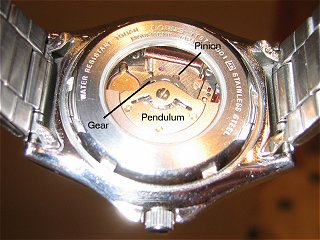
Reloj Lorus (marca de Seiko) con fondo de cristal, que muestra claramente el péndulo oscilante, el engranaje y piñón del movimiento "Seiko Kinetic"

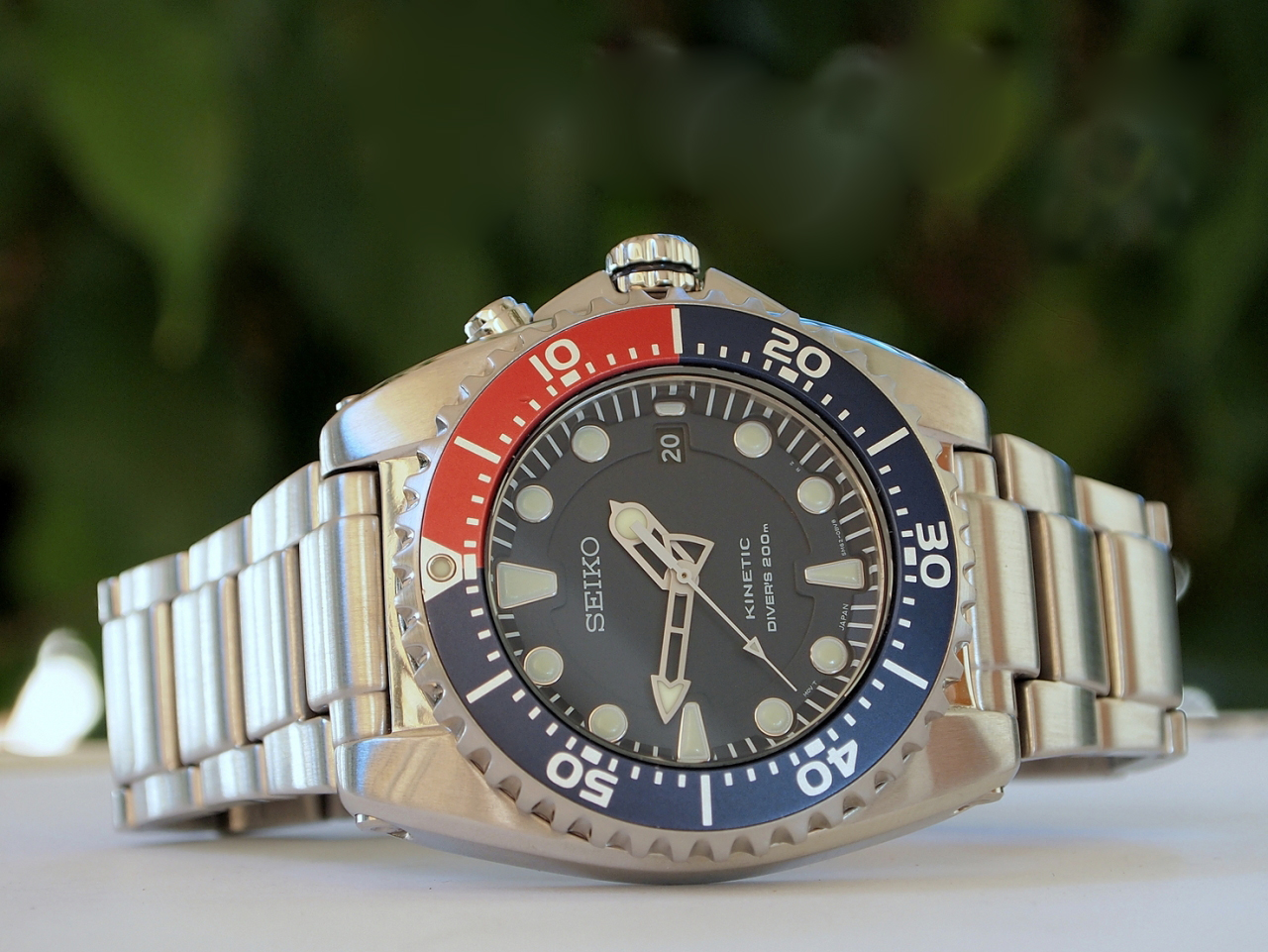
Seiko SKA369P1 Kinetic Diver's 200 m (reloj herramienta adecuado para buceo) que utiliza un movimiento Kinetic calibre 5M62

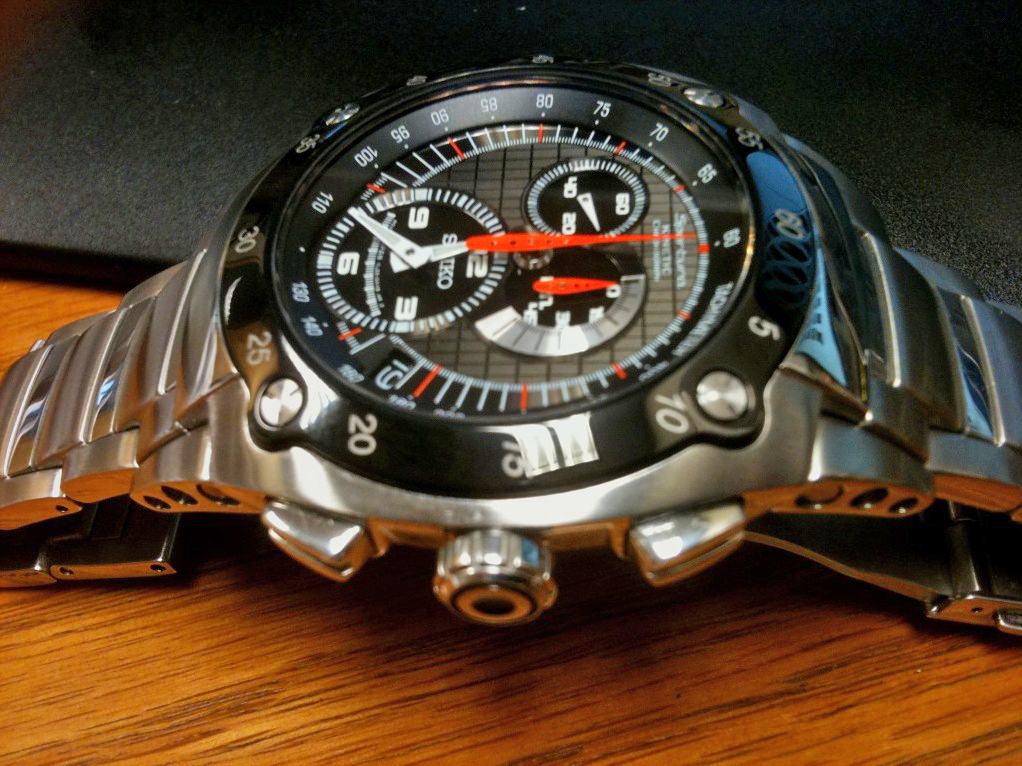
Seiko SNL043 Kinetic Chronograph con un calibre 7L22 Kinetic con cronógrafo flyback

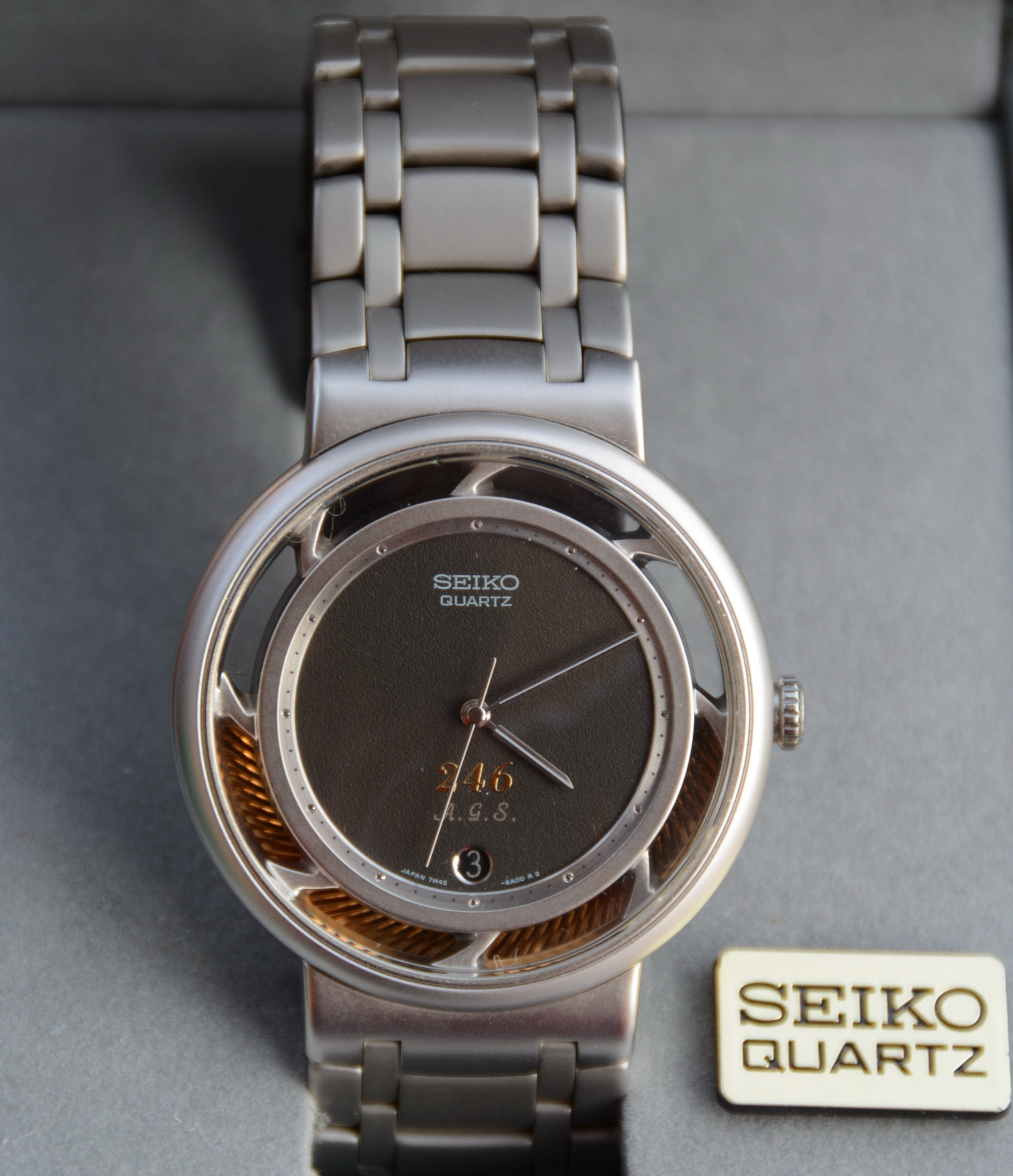
'Seiko Quartz Automatic Generating System (A.G.S.= early Kinetic), Perpetuum Nobile (producido en 1989), Cal. 7M45, No. 246 de 700

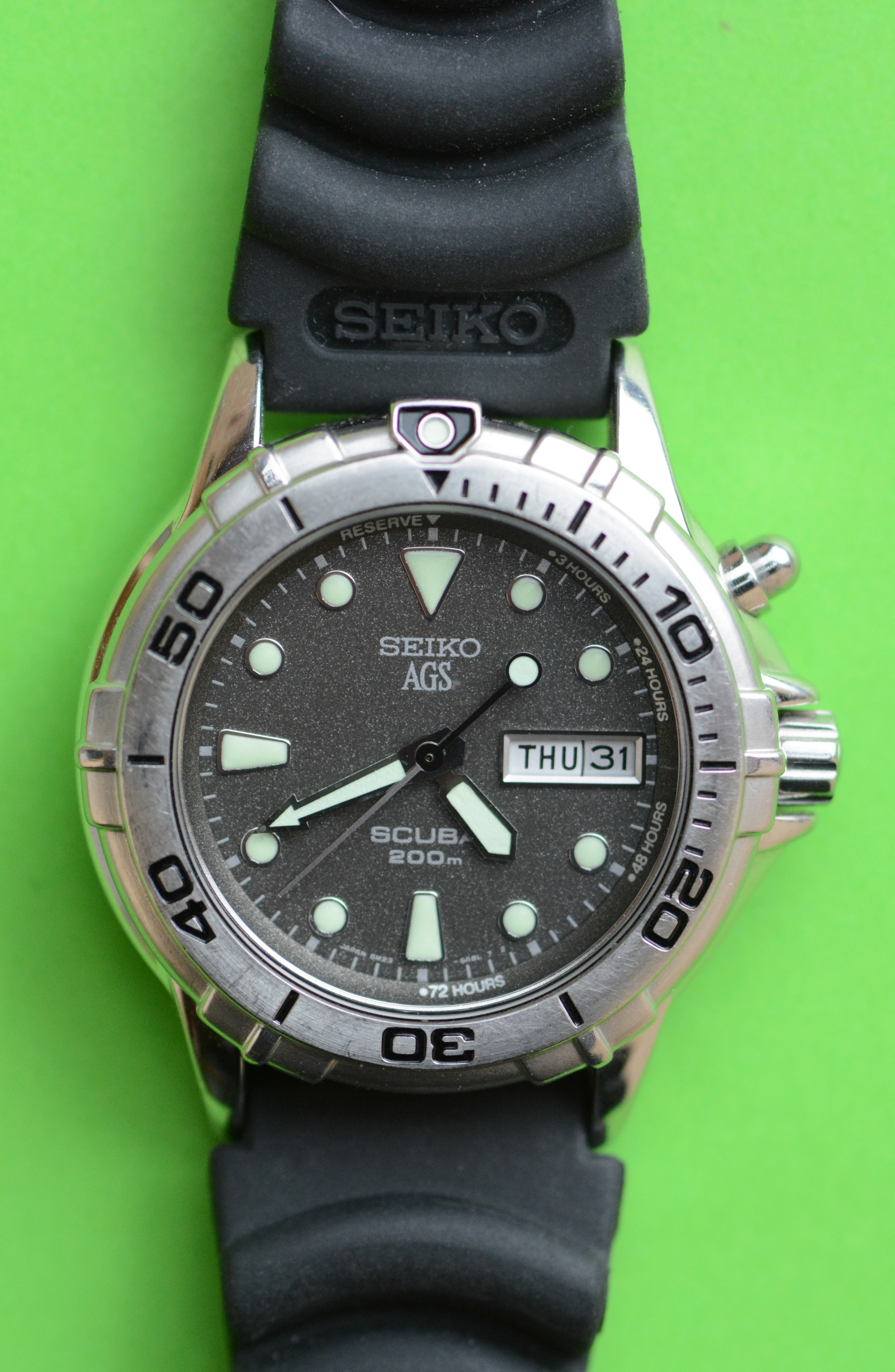
Seiko AGS SCUBA Diver 200m 5M23-6A60, 1993

Reloj de cuarzo automático es un término colectivo que describe los relojes de pulsera equipados con movimientos que combinan un mecanismo de rotor de cuerda automática (como se usa en los relojes mecánicos automáticos) para generar electricidad, con un Oscilador de cristal de cuarzo piezoeléctrico como elemento de sincronización. Estos movimientos tienen como objetivo proporcionar las ventajas del cuarzo sin los inconvenientes y el impacto ambiental de las baterías. Varios fabricantes emplean esta técnica.

## Modo de funcionamiento
Un péndulo giratorio dentro de la caja está unido a una corona relativamente grande que engrana con un piñón muy pequeño. A medida que el usuario se mueve, el péndulo oscila y hace girar el piñón a una velocidad muy alta, de hasta 100.000 rpm. Este piñón está acoplado a un generador eléctrico en miniatura que carga un dispositivo de almacenamiento que es un condensador eléctrico o una pila recargable. Una carga completa típica puede mantener el reloj en marcha entre dos semanas y seis meses.

## Aplicaciones

### Seiko
La empresa japonesa Seiko fue pionera en esta técnica, que presentó en la feria comercial Baselworld de 1986 bajo el nombre de prueba AGM.
El primer reloj de este tipo se lanzó en Alemania en enero de 1988 y en abril del mismo año en Japón (bajo el nombre Auto-Quartz). Los relojes tenían una precisión mensual promedio de ±15 segundos y proporcionaban 75 horas de funcionamiento continuo cuando estaban completamente cargados. Los primeros movimientos de cuarzo automático se denominaban AGS (sistema de generación automática).
En 1991, la empresa introdujo la marca Kinetic.
En la década de 2020, Seiko ofrece una amplia gama de relojes con diversos movimientos Kinetic. El modelo más alto de la gama es el calibre 9T82, incluido en la colección Sportura (marca internacional) y PROSPEX (comercializado únicamente en Japón). Se vende en un volumen limitado a un precio de unos 3000 dólares, lo que lo convierte en uno de los relojes de cuarzo automáticos más caros.
La tecnología Kinetic también se ha utilizado en algunos de los relojes Pulsar y Lorus de Seiko. En 2007 la firma vendió más de ocho millones de relojes de cuarzo automáticos.
Los diferentes calibres de los relojes Kinetic actuales son relativamente grandes y pesados, con un peso de 1/3 de libra (150 gramos) o más en muchos modelos. Por lo tanto, la mayoría de estos relojes solo están disponibles en talla para hombre.
Calibres del movimiento:
- 1M20
- 3M21 3M22
- 3M62
- 4M21
- 4M71
- 5D22 5D44 (transmisión directa)
- 5D88 (transmisión directa, fase lunar)
- 5J21 5J22 (relé automático)
- 5J32 (relé automático)
- 5M22 5M23 5M25
- 5M42 5M43 5M45 5M47
- 5M54 (indicador de día retrógrado)
- 5M62 5M63 5M65(GMT)
- 5M82 5M83 5M84 5M85
- 7D46 7D48 7D56 (Auto Relay, Perpetual Calendar)
- 7L22 (Cronógrafo flyback)
- 7M12 7M42
- 7M22 7M45
- 9T82 (Cronógrafo)
- YT57 YT58

### ETA

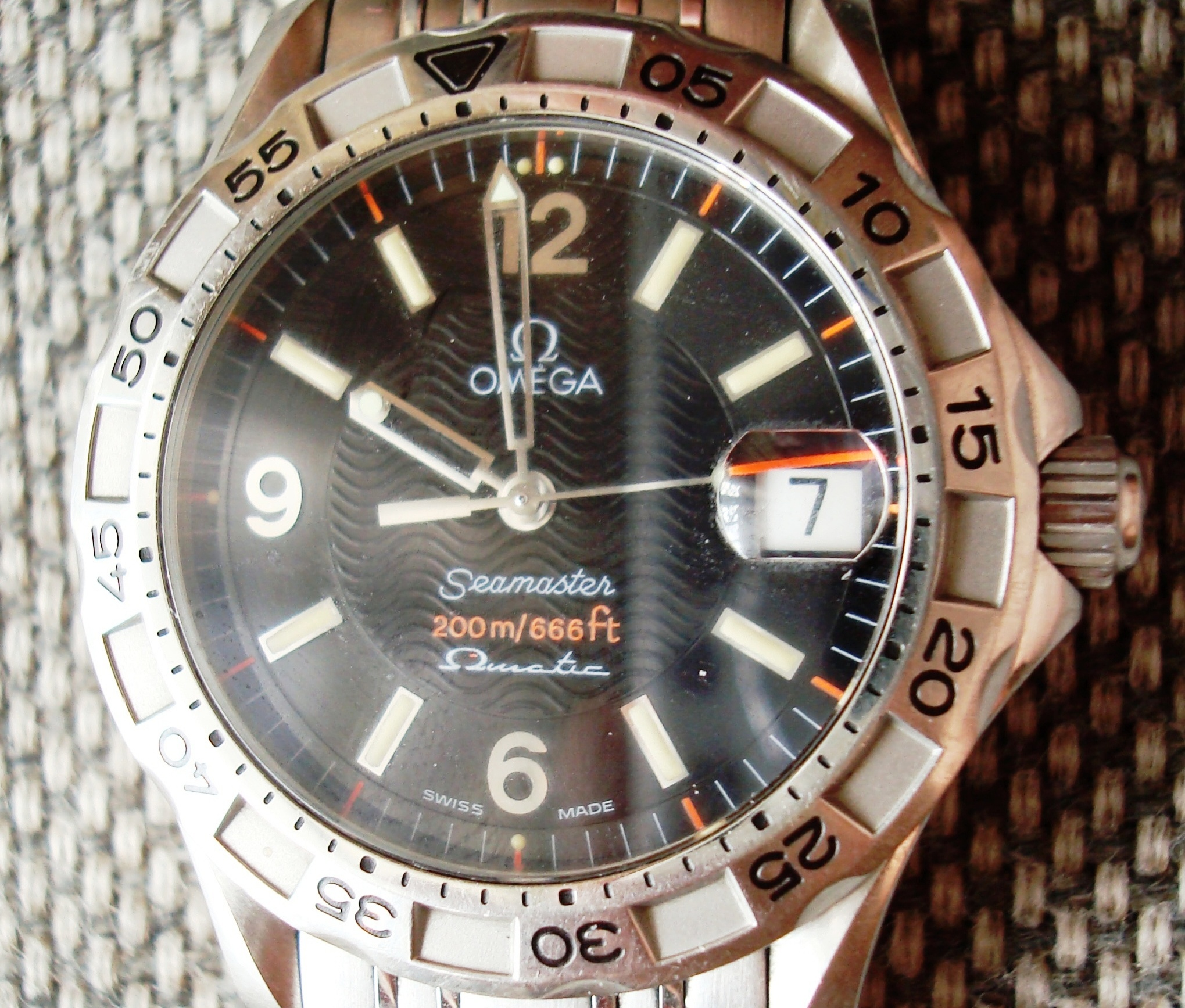
Omega Seamaster 200 Omegamatic, que utiliza el calibre Omega 1400 (ETA 205.111 Plateado en rodio)

La empresa suiza ETA SA Manufacture Horlogère Suisse, parte del grupo Swatch, fabricó siete movimientos automáticos de cuarzo diferentes, a los que llamó Autoquartz. Formaban parte de la serie premium de movimientos Flatline y se vendían a distintos fabricantes de relojes, principalmente europeos y estadounidenses. Se trataba de movimientos de alta calidad diseñados para durar tanto como sus movimientos mecánicos premium, y tenían entre 15 y 53 rubíes. A diferencia de la mayoría de los relojes de cuarzo, los Autoquartz se podían calibrar para aumentar su precisión. Varios proveedores certificaron sus relojes Autoquartz mediante la acreditación COSC. En 2006, para aumentar la producción de sus muy demandados movimientos mecánicos, Swatch dejó de facilitar los movimientos la línea Autoquartz a sus empresas suministradas hasta entonces (aunque el servicio y las piezas siguen estando disponibles). En 2009, posiblemente debido a la capacidad de producción disponible o a las piezas en stock, Tissot reintrodujo el Autoquartz en su reloj de buceo PRC200. El movimiento Autoquartz utilizado por la firma está chapado en oro y lleva la designación ETA 205.914.
Calibres de los movimientos:
- 204.901 (pequeño calibre 8,75 utilizado principalmente en relojes de mujer)
- 204.911 (reemplazo del 204.901 que pasó de un condensador a una batería recargable)
- 205.111 (descontinuado y reemplazado por el 205.911 que pasó de un condensador a una batería recargable)
- 205.711 (movimiento de 15 joyas utilizado únicamente por Swatch Watch para una variedad de sus relojes de moda)
- 205.911 (el movimiento más comúnmente disponible tiene 17 rubíes y a menudo se solicita chapado en oro)
- 205.914 (no hay información disponible de ETA)
- 205.961 (un 205.911 con la adición de un GMT mano)
- 206.211 (un 205.911 equipado con un Dubois Depraz 2021 para hacer un cronógrafo. Con 53 rubíes, el movimiento de cuarzo con más rubíes jamás fabricado)

Fabricantes que emplean o emplearon movimientos ETA: Tissot, Rado en su línea de relojes Accustar, Longines, Swatch, Omega (Omega Seamaster Omega-matic), Dugena (K-Tech), Wenger (GST Field Terragraph Autoquartz), Hermès (Nomade), Roberge (Altaïr), Mido (Multifort), Bovet (Autoquartz calibre 11BQ01), Fortis (Spacematic Eco), Belair (Autoquartz), Franck Muller (Transamerica), HTO (Grand Voyager) y Cyma.

### Citizen
Citizen, uno de los mayores fabricantes de relojes del mundo, también produjo un reloj con motor de cuarzo automático: el Eco-Drive Duo (lanzado en diciembre de 1998). La novedad de este reloj fue el uso tanto de energía mecánica como de energía eléctrica.
El reloj funcionaba como una célula solar. Este modelo fue un intento de entrar en mercados de precios más altos (a un costo de alrededor de 1000 dólares), pero la tecnología no logró atraer el interés de los consumidores y Citizen dejó de utilizar este movimiento único. No se conoce ningún otro reloj de Citizen que funcione con cuarzo automático. Todos los demás modelos Eco-Drive solo utilizan energía solar o térmica.

### Ventura
Ventura es un pequeño fabricante de relojes suizo que afirma ser "el único fabricante de relojes digitales automáticos del mundo". Su movimiento VEN_99 fue el único reloj que combinó cuarzo automático y lectura digital de la hora (LCD) en un solo paquete. Se ofrecieron tres modelos: Sparc rx, fx y px. A finales del año 2006, la empresa comenzó a vender su movimiento con una alarma incorporada, otra característica exclusiva. Todo el hardware es propiedad de Ventura.
En 2007, la empresa se declaró en quiebra. contaba con soporte de una entidad independiente. En 2011, la empresa resurgió de la bancarrota y continuó vendiendo sus modelos, presentando el "Sistema de microgeneración de segunda generación" y comercializando el reloj (Sparc MGS) integrándolo como el primer y único módulo automático de cuarzo multifunción de lectura digital del mundo. A diferencia de otros fabricantes, el movimiento del reloj (VEN_10) y la fuente de energía (MGS) son unidades separadas, unidas solo por un único cable.

## Precios
A pesar de las partes mecánicas relativamente complejas que se utilizan, Seiko ha posicionado sus relojes cinéticos para que tengan un precio medio. Las excepciones son los modelos Kinetic con otras complicaciones, como el movimiento cronógrafo 9T82, 7L22 y los movimientos de accionamiento directo. ETA vendió el movimiento Autoquartz a distintos fabricantes suizos con precios inferiores a 100 dólares (Swatch) o que llegan a alcanzar varios miles de dólares (Omega, Baume et Mercier y otras). Ventura ponía precio a sus relojes de cuarzo automáticos en torno a los 2000-4000 euros.